# جوناثان ريتشاردز
جوناثان ريتشاردز (بالإنجليزية: Jonathan Richards)‏ هو متسابق يخت بريطاني، ولد في 1954.

## وصلات خارجية
- جوناثان ريتشاردز على موقع أوليمبيديا (الإنجليزية)